# Цыганка Аза
«Цыганка Аза» (укр. Циганка Аза) — Украинская Советская Социалистическая Республика художественный фильм режиссёра Григория Кохана. Премьера состоялась 15 августа 1988 года.

## История создания
Картина снята в 1987 году, в селе Притуловка Дунаевецкого района Хмельницкой области, на киностудии им. Довженко на украинском языке. Сценарий написали Григорий Кохан и Ярослав Стельмах, В основе сценария лежит одноимённая пьеса Михаила Старицкого, созданная ещё в 1888 году. Литературный образ появился на свет в 1854 году, но история эта взята из реальной жизни, произошла она на Ровненском Полесье в селе Городец Владимирецкого района Ровненщины.

## Сюжет
Действие происходит в Карпатах. Цыган по имени Василь полюбил украинскую девушку Галю. Он решил оставить кочевую жизнь, родную мать и свою невесту цыганку Азу. Ради Гали Василь остаётся жить в деревне. В свою очередь Галя ради Василя также вступает в конфликт с близкими. Она бросает кузнеца Пилипа и идёт под венец вопреки воле отца. Однако через некоторое время Василь начинает тосковать по прежней жизни. Всё резко меняется, когда в деревню является его бывшая возлюбленная Аза.

## В ролях
- Игорь Крикунов — Василь
- Елена Пономаренко — Галя
- Ляля Жемчужная — Аза
- Берта Хапава — мать Василя
- Александр Бондаренко — Пилип
- Дмитрий Бузылёв — Янко
- Геннадий Гарбук — Наум Лопух
- Станислав Молганов — пан